# نارانپاناوا
نارانپاناوا (به لاتین: Naranpanawa) یک منطقهٔ مسکونی در سری‌لانکا است که در استان مرکزی (سری‌لانکا) واقع شده‌است.